# Аят аль-Курси

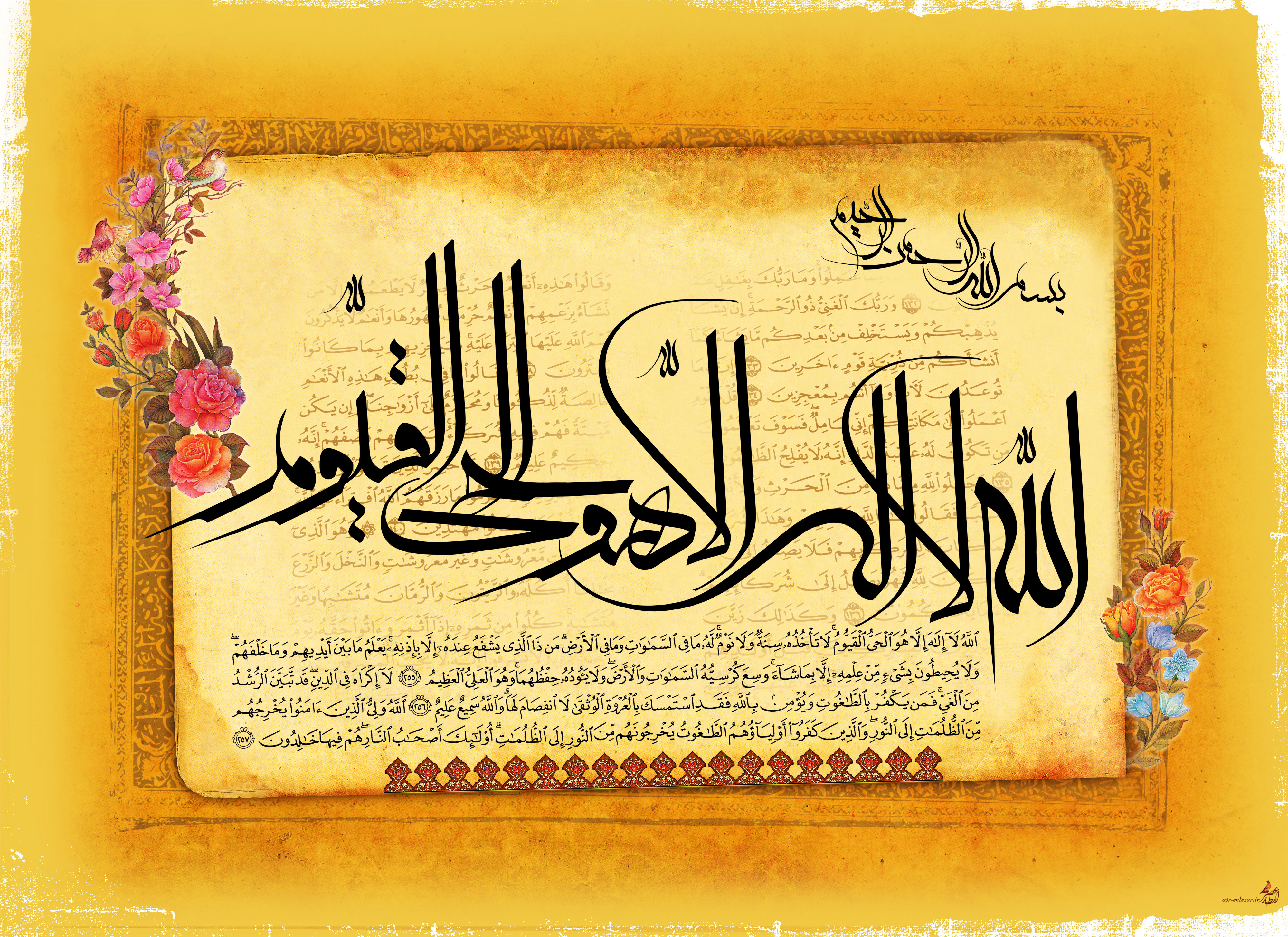
Исламская каллиграфия этого аята

Ая́т аль-Курси́ (араб. آية الكرسي‎ — букв. аят Престола‎) — 255-й аят суры аль-Бакара. Аят назван так по причине того, что в нём упоминается слово курси («престол»), который олицетворяет могущество и абсолютную власть Аллаха над творениями. Один из самых известных аятов Корана.

## Текст и перевод
Аллах — нет божества, кроме Него, Живого, Поддерживающего жизнь. Им не овладевают ни дремота, ни сон. Ему принадлежит то, что на небесах, и то, что на земле. Кто станет заступаться перед Ним без Его дозволения? Он знает их будущее и прошлое. Они постигают из Его знания только то, что Он пожелает. Его Престол объемлет небеса и землю, и не тяготит Его оберегание их. Он — Возвышенный, Великий.

Оригинальный текст (ар.)اللَّهُ لَا إِلَٰهَ إِلَّا هُوَ الْحَيُّ الْقَيُّومُ ۚ لَا تَأْخُذُهُ سِنَةٌ وَلَا نَوْمٌ ۚ لَهُ مَا فِي السَّمَاوَاتِ وَمَا فِي الْأَرْضِ ۗ مَنْ ذَا الَّذِي يَشْفَعُ عِنْدَهُ إِلَّا بِإِذْنِهِ ۚ يَعْلَمُ مَا بَيْنَ أَيْدِيهِمْ وَمَا خَلْفَهُمْ ۖ وَلَا يُحِيطُونَ بِشَيْءٍ مِنْ عِلْمِهِ إِلَّا بِمَا شَاءَ ۚ وَسِعَ كُرْسِيُّهُ السَّمَاوَاتِ وَالْأَرْضَ ۖ وَلَا يَئُودُهُ حِفْظُهُمَا ۚ وَهُوَ الْعَلِيُّ الْعَظِيمُ

Русская транскрипция:
Аґузу билляхи минаш-шайтанир-раджиим
Бисмилляхир-рахмаанир-рахиим
1)Аллаху ляя иляяха илля ху аль хаййуль каюум 2) Ляя та'хузуху синату уа ля наум 3) Ляху ма фис-самауати уа маа филь ард 4)Манн заллазии яшфаґу ыйндаху илля би изниһ 5)Яґляму маа байна айдихим уа маа хальфахум 6)Уа ляя юхитууна бишайим мин ыйльмихи илля бима шаа 7)Уасиґа курсиюху самаауаати уаль ард 8)Уа ляя йа-удуху хифзухумаа уа ху аль ґалиуль ґазиим.—  2:255 (Кулиев)

## Этимология
Не все аяты Корана имеют свои названия, но этому аяту было дано название Аят аль-Курси (букв. «Аят Престола»). Слово курси отличается от слова арш («трон»), упомянутого в нескольких аятах Корана. По словам пророка Мухаммеда, «Курси по сравнению с Аршем не что иное, как кольцо, выброшенное в пустыне». Согласно убеждению ахлю сунна уаль джама'а, Курси находится в передней части Арша и является подножием у двух Стоп Аллаха.

## Хадисы

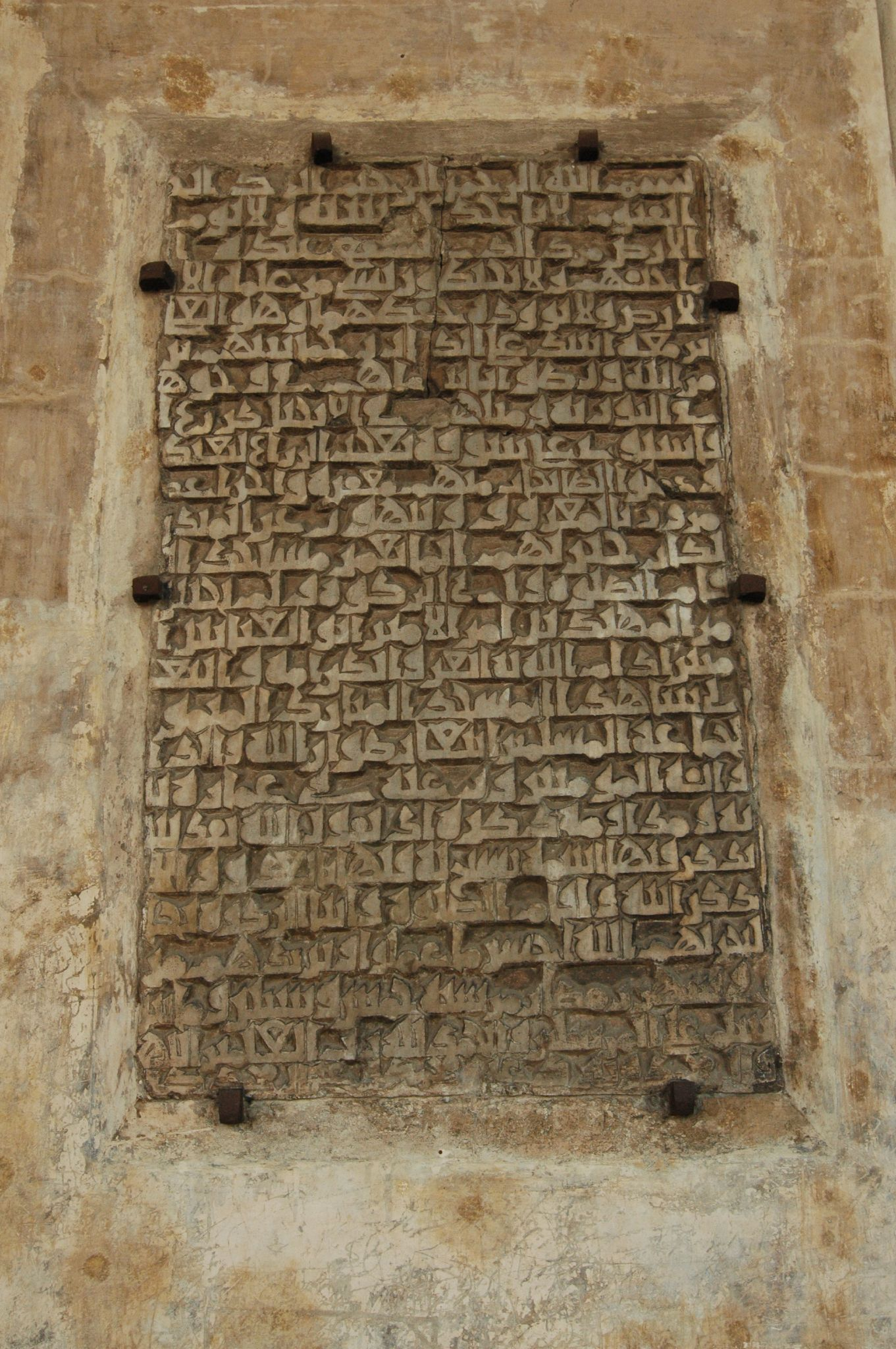

- Посланник Аллаха, да благословит его Аллах и приветствует, сказал: «Тому, кто читал „аят аль-Курси“ после каждой молитвы, только смерть препятствует попасть в Рай»[4][5][6].
- Посланник Аллаха, да благословит его Аллах и приветствует, сказал: «Тот, кто прочитал аят „аль-Курси“ после обязательной молитвы, будет под защитой Аллаха до следующей молитвы»[7].
- Сообщается, что однажды, когда Абу Хурайра (да будет доволен им Аллах) охранял собранный закят, он поймал вора, который сказал ему: «Отпусти меня, и я научу тебя таким словам, которые Аллах сделает полезными для тебя!» Абу Хурайра спросил: «Что это за слова?» Тот сказал: «Когда будешь ложиться спать, прочитай „аят аль-Курси“ от начала до конца, и с тобой всегда будет находиться хранитель от Аллаха, а шайтан не сможет приблизиться к тебе до самого утра!» После этого Абу Хурайра поведал об этом пророку (мир ему и благословение Аллаха), и он сказал: «Он действительно сказал тебе правду, несмотря на то, что он — отъявленный лжец!» После чего Пророк, мир ему и благословение Аллаха, поведал Абу Хурайре, что это был сам шайтан в облике человека[8].
- В хадисе от Убай ибн Ка’ба сообщается, что однажды запасы его фиников уменьшались, и как-то ночью он решил их посторожить. Тогда он увидел кого-то подобного совершеннолетнему юноше, с которым он поздоровался и спросил: «Кто ты, джинн или человек?!» Тот ответил: «Джинн». Убай сказал: «Протяни мне свою руку». Когда он протянул ему свою руку, он обнаружил, что его рука подобна лапе собаки с собачей шерстью. Убай спросил: «Так созданы джины?!» Он сказал: «Джины знают, что нет среди них сильнее меня». Убай спросил: «Что тебя привело?» Он сказал: «До нас дошло, что ты любишь делать садака, поэтому мы пришли, чтобы взять у тебя еды». Убай спросил: «Что нас защищает от вас?» Джин ответил: «Аят аль-Курси из суры „аль-Бакара“. Кто прочитает этот аят утром, тот будет защищен от нас до вечера, а тот, кто прочитает его вечером, будет защищен от нас до утра». Когда рассвело, Убай пришел к пророку (мир ему и благословение Аллаха) и все ему рассказал, на что посланник Аллаха (мир ему и благословение Аллаха) ответил: «Он сказал истину, хоть он и скверный!»[7][9][10]
- Али ибн Абу Талиб (да будет доволен им Аллах) говорил: «Не видел я никого из тех, кто принял Ислам и кто обладал разумом, чтобы он засыпал, не прочитав аят „аль — Курси»[11].
- Убай ибн Ка’б рассказывал: "Однажды посланник Аллаха (мир ему и благословение Аллаха) спросил меня: «О Абуль-Мунзир, известно ли тебе, какой аят из Книги Аллаха является величайшим?» Я сказал: «Это аят, в котором сказано: „Аллах — нет божества достойного поклонения, кроме Него, Живого, Вечносущего…“» (аят аль-Курси). После этого Пророк (мир ему и благословение Аллаха) хлопнул меня по груди и сказал: «Да будешь ты счастлив в знании, о Абуль-Мунзир!»"[12].